# Тексашки масакр моторном тестером 8: Ледерфејс
Тексашки масакр моторном тестером 8: Ледерфејс (енгл. Leatherface), познат и као "Маска од коже: Почетак", амерички је слешер хорор филм из 2017, режисера Џулијена Марија и Александра Бустиља са Стивеном Дорфом, Ванесом Грас, Семом Страјком и Лили Тејлор у главним улогама. Преднаставак је оригиналног филма Тоба Хупера и приказује порекло насловног антагонисте.
Након финансијског успеха Тексашког масакра моторном тестером 7, режисер Џон Лузенхоп је брзо започео са израдом наставка, али није добио зелено светло за његово снимање. Уместо тога, продукцијска кућа Миленијумски филмови започела је израду преднаставка првог дела из 1974, који би по причи и ликовима био повезан и са седмим делом. Снимање је почело у Бугарској у мају 2015, а завршило се у јуну исте године.
Иако је један од финансијски најнеуспешнијих филмова у серијалу, добио је знатно боље критике од очекиваних. Сајт Rotten Tomatoes га је оценио са 30%, што је боље од већине филмова из серијала. Критичари су похвалили глуму Стивена Дорфа и Лили Тејлор.
Други је филм у серијалу који приказује „Ледерфејсово” порекло, после Тексашког масакра моторном тестером 6: Порекло, али то ради на потпуно другачији начин од шестог дела. Занимљиво је што носи исти поднаслов као трећи део. Пет година касније снимљен је нови наставак, Тексашки масакр моторном тестером 9.

## Радња
Након инцидента у менталној болници, млади „Ледерфејс” (зван Џексон) бежи са још троје пацијената и медицинском сестром Елизабет, док их полиција прогања...
На том путу, осветољубиви шериф и тексашки ренџер Хал Хартман их прати и на крају успева да се домогне бегунаца. Након што их зароби у штали породице Сојер, али пре него што их убије, Сојерови долазе у спас свом сину. После тога је Хал заточен у њиховој кући, а Верна поклања сину моторну тестеру саветујући га да убије Хала. Пратећи смернице своје породице, Џексон масакрира Хала преполовивши његово тело вертикално. Док породица слави, Елизабет се даје у бег кроз шуму. Ту је ухваћена у замци за медведе, али покушава да се извуче жива кроз пристојан разговор са Џексоном. Он оклева да је убије, иако га мајка притиска да то учини и да заштити своју породицу. Џексон слуша Елизабет све док она не назове његову мајку лудом, након чега јој он одруби главу моторном тестером.
У завршници, приказана је Верна следећег јутра како уклања доказе почињеног масакра док други чланови породице Сојер хране свиње остацима својих жртви. У подруму куће, Ледерфејс је огулио кожу с лица Хала и Елизабет и тако прави себи нову маску. Исфрустриран оним што види, он разбија стакло огледала.

## Улоге
| Глумац           | Улога                                 |
| ---------------- | ------------------------------------- |
| Стивен Дорф      | тексашки ренџер Хал Хартман           |
| Ванеса Грас      | Елизабет „Лизи” Вајт                  |
| Сем Страјк       | Џедидија Сојер / Џексон - „Ледерфејс” |
| Лили Тејлор      | Верна Сојер Карсон                    |
| Крис Адамсон     | доктор Ланг                           |
| Фин Џоунс        | заменик Сорелс                        |
| Џејмс Блур       | Ајк                                   |
| Џесика Мадсен    | Кларис                                |
| Сем Колман       | Бад                                   |
| Ијан Фишер       | Дејв                                  |
| Џулијан Костов   | Тед Хардести                          |
| Дејан Ангелов    | Нубинс Сојер                          |
| Лорина Камбурова | Хартманова ћерка                      |
| Борис Кабакчиф   | млади Џедидија                        |